# 広瀬健次郎
広瀬 健次郎（ひろせ けんじろう、1929年（昭和4年）11月5日 - 1999年（平成11年）3月17日）は、日本の作曲家、編曲家。

## 人物
兵庫県出身。慶應義塾大学法学部在学中から音楽活動を始め、主に東宝映画の劇伴音楽を中心に作曲家として数々の作品を世に送り出す。
1957年から1990年年代までに手掛けた映画音楽は約200本に及ぶ。
1960年代に入ってからはテレビに進出、バラエティ番組の劇伴音楽を皮切りにテレビドラマやアニメーションの劇伴音楽や主題歌を多く手掛けている。
全体的には主にブラスを利かせたアレンジ、編曲が特徴的である。
1969年（昭和44年）に自らの音楽事務所『現代制作』を設立、甲斐正人など後進を育てた。
日本歌謡大賞、FNS歌謡祭の「大賞讃歌」（テーマ曲）をも作曲している。
またフジテレビ『夜のヒットスタジオ』でのアレンジ、編曲を長年に渡り担当し1995年以降は音楽監修という肩書きに留まっていた。
夜ヒットのプロデューサーだった疋田拓が担当する他の番組にも必ずといっていいほど音楽担当、編曲（アレンジ）で関わっていた。
バーニングプロダクションのプロデューサー 平野昌一のブレーンスタッフでもあった。
「オバケのQ太郎」で第8回日本レコード大賞童謡賞を受賞している。
別名として広瀬文雄、三宅広次。日本音楽著作権協会（JASRAC）の登録名は広瀬健次郎。

## 主な作品

### 映画
- ますらを派出夫会 粉骨砕身す（1957年、東宝）
- 上役・下役・ご同役（1959年、東宝）
- 勇者のみ　(1965年、ワーナーブラザーズ・東京映画) ジョン・ウィリアムズと共作
- 若大将シリーズ（東宝）
  - 大学の若大将（1960年）
  - 銀座の若大将（1962年）
  - 日本一の若大将（1962年）
  - ハワイの若大将（1963年）
  - 海の若大将（1965年）
  - エレキの若大将（1965年）
  - レッツゴー!若大将（1967年）
  - ゴー!ゴー!若大将（1967年）
  - フレッシュマン若大将（1969年）
  - ニュージーランドの若大将（1969年）
  - ブラボー!若大将（1970年）
  - 俺の空だぜ!若大将（1970年）
  - がんばれ!若大将（1975年）
  - 激突!若大将（1976年）
- 駅前シリーズ（東宝）
  - 喜劇 駅前団地（1961年）
  - 喜劇 駅前弁当（1961年）
  - 喜劇 駅前温泉（1962年）
  - 喜劇 駅前飯店（1962年）
  - 喜劇 駅前怪談（1964年）
  - 喜劇 駅前天神（1964年）
  - 喜劇 駅前金融（1965年）
  - 喜劇 駅前番頭（1966年）
  - 喜劇 駅前学園（1967年）
  - 喜劇 駅前探検（1967年）
- クレージー映画シリーズ（東宝）
  - クレージー作戦 くたばれ!無責任（1963年）
  - 大冒険（1965年）
  - クレージーだよ奇想天外（1966年）
  - 日本一の男の中の男（1967年）
- ガメラシリーズ（大映）
  - ガメラ対宇宙怪獣バイラス（1968年）
  - ガメラ対大悪獣ギロン（1969年）
  - ガメラ対大魔獣ジャイガー（1970年）
  - ガメラ対深海怪獣ジグラ（1971年）
- 雌が雄を喰い殺す かまきり (1967年)
- 嵐に立つ（1968年、松竹）
- 愛のきずな（1969年、東宝）
- 夕陽の恋人（1969年、松竹）
- コント55号 宇宙大冒険 (1969年、東宝)
- 蝦夷館の決闘 (1970年)
- 影狩り（1972年、石原プロモーション）
- まむしの兄弟シリーズ（東映）
  - まむしの兄弟 懲役十三回（1972年）
  - まむしの兄弟 傷害恐喝十八犯（1972年）
  - まむしの兄弟 刑務所暮し四年半（1973年）
  - まむしの兄弟 恐喝三億円（1973年）
  - まむしの兄弟 二人合わせて30犯（1974年）
  - 極道VSまむし（1974年）
  - まむしと青大将（1975年）
- 夜の手配師 すけ千人斬り（1971年、東映）
- 脱獄広島殺人囚（1974年、東映）
- 極道社長（1975年、東映）
- 狂った野獣（1976年、東映）
- ドーベルマン刑事（1977年、東映）
- ホワイト・ラブ（1979年、東宝、ホリプロ）
- すっかり…その気で!（1981年、田中プロモーション、東宝）

### テレビドラマ
- 華やかな喪服（1956年、NHK総合）
- 恋のマルコポーロ（1959年、NHK総合）
- 早春（1962年、NET）
- 虹の設計（1964年、NHK）
- 東京バイパス指令（1968年、NTV）
- あひるの学校(1968年-1969年、NHK)
- 炎の青春（1969年、NTV）
- 右門捕物帖（1969年、NTV）
- 独身のスキャット（1970年、TBS／円谷プロダクション）
- ボクは女学生（1973年、フジテレビ）
- 日本沈没（1974年、TBS／東宝映像）
- 噂の刑事トミーとマツ（1979年、TBS／大映テレビ）
- 大江戸神仙伝（1985年、日本テレビ）

### テレビバラエティ番組
- この人○○ショー（1982年～1986年、NHK総合）

### 音楽番組・特別番組
- 夜のヒットスタジオ（1968年～1995年を担当、フジテレビ）
- 三枝の愛ラブ!爆笑クリニック（テーマ曲、関西テレビ）
- スターどっきり（秘）報告（1976年～1998年、フジテレビ）
- オールスター水泳大会（1976年 - 1998年、フジテレビ）
- 日本歌謡大賞（1970年 - 1993年、放送音楽プロデューサー連盟 / 民放各局(TBS以外)）※テーマ曲「日本歌謡大賞讃歌」の作・編曲担当。
- FNS歌謡祭（1974年～1996年を担当、フジテレビ）※テーマ曲「花咲く歌声」の作・編曲担当。
- ビッグベストテン（1979年～1980年、フジテレビ）
- テレビ放送開始30周年記念番組「あの歌この人30年」（1983年2月1日、NHK総合）
- 世界紅白歌合戦（1984年12月31日、1985年12月31日、フジテレビ）
- 国際スポーツフェア（1986年 - 1987年、フジテレビ）
- ザ・サンデー -THE SUNDAY-（1986年、フジテレビ）
- おめでとう郷ひろみ・二谷友里恵結婚披露宴（1987年、フジテレビ）
- 郷ひろみの宴ターテイメント（1989年、テレビ朝日）　※水曜スペシャル枠
- テレビ朝日開局30周年特別番組・大爆笑!テレビ30年夢のオールスター大集合 (生) スペシャル（1989年、テレビ朝日）　※新高輪プリンスホテル・飛天からの生放送

### アニメーション・特撮
- オバケのQ太郎（1965年、TBS） ※主題歌のみ
- チビラくん（1970年、NTV／円谷プロダクション） ※宮内國郎・渋谷毅との共作
- 珍豪ムチャ兵衛（1971年、TBS）
- ど根性ガエル（1972年、ABC）
- 円盤戦争バンキッド（1976年、NTV）

### コンサート
- 1953年7月「日劇レビュー　ティーンエージャージャズ」（編曲担当）その後、日劇の常連スタッフとなる。
- 1977年、ボンジュール・パリ（日劇ワールドレビュー）作・編曲担当、主題歌「ボンジュール・パリ」作詞：岩谷時子で作曲も担当。
- 小泉今日子 '85プロモーションビデオ（バーニングプロダクション / ビクター音楽産業）アレンジ担当
- 小泉今日子「シング・シング・シングルズ」（1990年、バーニングプロダクション）アレンジ担当
- 松田聖子「全国ツアーコンサート」（主に'80年代前半をアレンジ担当）